# Gruziński Batalion Polowy I./9
Gruziński Batalion Polowy I./9 (niem. Georgische Feld-Bataillon I./9) – kolaboracyjny oddział wojskowy Wehrmachtu złożony z Gruzinów podczas II wojny światowej.

## Historia
Batalion został sformowany 14 września 1942 r. na bazie  I. Ausbildungs-Bataillon pod dowództwem kpt. Krausa, istniejącego od lipca tego roku. Miejscem formowania był Truppen-Übungsplatz „Mitte” w rejonie Radomia w Generalnym Gubernatorstwie. Wchodził w skład Legionu Gruzińskiego. Jego jednostką macierzystą była niemiecka 9 Dywizja Piechoty gen. Siegmunda Freiherr von Schleinitza, operująca na Północnym Kaukazie. Batalion składał się ze sztabu i pięciu kompanii. Liczył 927 Gruzinów i 38 Niemców. Na czele batalionu stanął Oberleutnant Kurt Strack. 10 listopada batalion trafił na front wschodni z przydziałem do Grupy Armii „A”. Początkowo pełnił lekkie zadania, głównie przeciwpartyzanckie, na tyłach frontu, do czasu zdobycia doświadczenia bojowego. 12 grudnia podporządkowano go macierzystemu 57 Pułkowi Grenadierów 9 Dywizji Piechoty. Od tego czasu walczył na pierwszej linii frontu. 1 marca 1943 r. batalion wycofano na Krym. 24 kwietnia tego roku trafił do Teodozji pod zwierzchność 153 Polowej Dywizji Szkoleniowej gen. Rene de l’Homme de Courbière’a, a następnie 355 Dywizji Piechoty gen. Dietricha Kraißa. Liczył wówczas ok. 840 Gruzinów. Batalion ochraniał linie i stacje kolejowe na Półwyspie Kerczeńskim. 27 listopada batalion został rozwiązany, zaś jego żołnierze przeniesiono do Truppen-Übungsplatz Wildflecken w Niemczech. Wiosną 1944 r. rozkaz został jednak cofnięty. Batalion odtworzono, a następnie przydzielono do 50 Dywizji Piechoty gen. Paula Betza, działającej na południowej Ukrainie. Wkrótce Gruzinów przerzucono do Francji, po czym batalion wszedł w skład 1 Ochotniczego Pułku Kadrowego Ochotniczej Dywizji Kadrowej.